# John Sivertzén
John Emilian Sivertzén, född 16 februari 1882 i Sogndal socken, Norge, död okänt år, var en norsk målare, skylt- och dekorationsmålare.
Han var son till urmakaren Ole Sivertzén och Karoline Ledel och från 1911 gift med Tilly Stålbrand och far till Solveig Sivertzén samt bror till Oscar Sivertzen och farbror till Per-Olav Sivertzen. Han utbildade sig till dekorationsmålare i Ålesund samtidigt bedrev han studier i teckning vid Ålesunds tekniska aftonskola under tre års tid. Han studerade vid Den kgl. Kunst- og Håndverksskolen i Oslo 1902 innan han fick anställning som dekorationsmålare hos Manne Hallengren i Stockholm 1903. Han fortsatte sina studier för Carl Wilhelmson och Gunnar Hallström vid Valands målarskola i Göteborg 1907–1911 samtidigt som han försörjde sig som dekorationsmålare. Efter återkomsten till Stockholm startade han på Carl Wilhelmson uppmaning tillsammans med Ivan Aguéli en kamratateljé som frekventerades av en krets med forna elever till Wilhelmson, men verksamheten upphörde när Aguéli flyttade utomlands. Sivertzén flyttade åter till Norge 1917 där han etablerade en landsomfattande skyltfabrik. Han medverkade i konstutställningar med Trondhjems kunstförening. Bland hans offentliga arbeten märks Den mauriske Hall i Trondheim. Hans stafflikonst består av figurer, stilleben, porträtt och landskapsmåleri utfört i olja.  